# Claude Chagrin
Claude Chagrin (* nach 1940) ist eine britische Filmregisseurin, Filmproduzentin, Drehbuchautorin und Filmschauspielerin, die 1975 und 1977 jeweils für einen Oscar nominiert war.

## Biografie
Claude Chagrin war ebenso wie Julian Chagrin Ende 1959 Schülerin bei dem Pantomimen Jacques Lecoq. Beide lernten sich bei ihm kennen, was zur Folge hatte, dass sie heirateten und zusammen nach London gingen. Dort gab Claude dann auch selbst Kurse in Pantomime. Gemeinsam spielte das Ehepaar in Michelangelo Antonionis Filmklassiker Blow Up (1966) das bizarre pantomimisch dargestellte Tennismatch, für das der Film auch bekannt ist.
Mitte der siebziger Jahre drehte das Paar drei kurze Stummfilmkomödien, die für verschiedene Auszeichnungen nominiert waren. Für den oscarnominierten Kurzfilm The Concert (1974) schrieben beide das Drehbuch und traten als Produzenten auf, Julian Chagrin spielte zudem die Hauptrolle eines Solomusikers, der auf einem Zebrastreifen durch Umherhüpfen Musik erzeugt. Claude Chagrin führte Regie. Der Film wurde zudem mit dem Goldenen Bären ausgezeichnet und vom Nationalen Bildungsfilmfestival mit dem ersten Preis bedacht sowie von der IFPA als „Bester Film“ des Jahres in den USA ausgezeichnet. Er war auch der Gewinner in der Kategorie „Bester Film“ beim Music- und Tanzfilmfestival von Besançon. Bei der oscarnominierten Kurzfilmkomödie The Morning Spider (1976) war die Zuständigkeit analog der des Films The Concert. Der Film zeigt eine Spinne, die darauf hofft, dass sich in ihrem Netz andere Insekten verfangen. Er erhielt den ersten Preis beim Cork Film Festival und wurde als bester Film beim Edinburgh Film Festival ausgezeichnet.
Mit ihren drei Kindern  zogen Claude und Julian Chagrin 1976 nach Israel. Die Ehe zerbrach und Claude ging zurück nach Großbritannien.

## Filmografie (Auswahl)
- 1966: Blow Up (Schauspielerin)
- 1967: Captain Busby: The Even Tenour of Her Ways (Kurzfilm; Beraterin Pantomime)
- 1974: The Concert (Kurzfilm; Autorin, Produzentin, Regie)
- 1975 The Christmas Tree (Kurzfilm; Regie)
- 1976: The Morning Spider (Kurzfilm; Produzentin, Regie)

## Auszeichnungen
- Primetime Emmy Awards
  - 1971 nominiert für den Primetime Emmy für ihre außergewöhnliche Choreografie im Drama Hamlet von 1970
- Oscarverleihung 1975[4]
  - Oscarnominierung zusammen mit Julian Chagrin mit und für den Kurzfilm The Concert in der Kategorie „Bester Kurzfilm“. Der Oscar ging jedoch an Paul Claudon und Edmond Séchan und ihren Film …les borgnes sont Rois, der das Schicksal eines Mannes aufgreift, der im Herzen seiner Mutter nicht den ersten Platz einnimmt, den sie ihrem Hund zugesteht.
- 1974 weitere Auszeichnungen für The Concert:
  - Goldener Bär, erster Preis in der Kategorie „Bester Kurzfilm“
  - Erster Preis, Nationales Bildungsfilmfestival, USA
  - „Bester Film“ des Besançon Music- und Tanzfilmfestivals
- Oscarverleihung 1977[5] (Preise für The Morning Spider)
  - Oscarnominierung zusammen mit Julian Chagrin mit und für den Kurzfilm The Morning Spider in der Kategorie „Bester Kurzfilm“. Der Oscar ging jedoch an Andre R. Guttfreund und Peter Werner und ihren Film In the Region of Ice. Der Film thematisiert einen emotional gestörten Jungen, dem eine Nonne helfen will.
  - Erster Preis beim Cork International Film Festival
  - Bester Film beim Edinburgh Film Festival